# Graptemys caglei
Graptemys caglei là một loài rùa trong họ Emydidae. Loài này được Haynes & Mckown mô tả khoa học đầu tiên năm 1974.